# Lijst van beelden in Den Haag-Centrum
Dit is een (onvolledige) chronologische lijst van beelden in Den Haag-Centrum. Onder een beeld wordt hier verstaan elk driedimensionaal kunstwerk in de openbare ruimte van de Nederlandse gemeente Den Haag, waarbij beeld wordt gebruikt als verzamelbegrip voor sculpturen, standbeelden, installaties, gedenktekens en overige beeldhouwwerken.

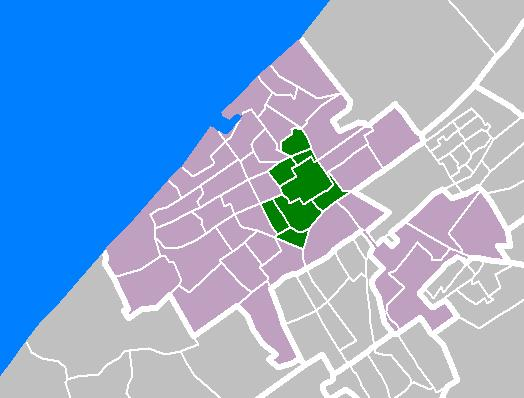

Van 1998 tot en met 2017 werd onder de naam Den Haag Sculptuur een beeldententoonstelling op het Lange Voorhout georganiseerd met een eenmaligige reprise als "Voorhout monumentaal" in 2021. Deze tentoonstellingen zijn niet opgenomen in deze lijst.
Den Haag-Centrum wordt begrensd door Station Hollands Spoor en de spoorlijn in het zuiden, de De La Reyweg en Waldeck Pyrmontkade in het westen, Carnegielaan en Kerkhoflaan in het noorden en Koningskade met Raamweg in het oosten.
Voor een volledig overzicht van de beschikbare afbeeldingen zie: Beelden in Den Haag-Centrum op Wikimedia Commons.

## Achtergrond
Den Haag telt circa 400 beelden in de openbare ruimte. Onder een beeld wordt hier verstaan: een driedimensionaal kunstwerk in de openbare ruimte. Wikipedia bevat een (onvolledig) overzicht van deze kunstwerken, onderverdeeld in vijf lijsten: Lijst van beelden in Den Haag-Centrum, Lijst van beelden in Den Haag-Noord, Lijst van beelden in Den Haag-Oost, Lijst van beelden in Den Haag-Zuid en Lijst van beelden in Den Haag-West. Hier is een korte introductie op de lijsten.

### Standbeelden
Den Haag is het centrum van het Nederlandse bestuur en dat wordt weerspiegeld in de openbare kunst. Den Haag bezit veel (stand)beelden van het Nederlandse koningshuis en van Nederlandse bestuurders. Het oudste openbare beeld in Den Haag (1845) is het Ruiterstandbeeld van Willem van Oranje, de Vader des Vaderlands, bij paleis Noordeinde. Willem van Oranje heeft nog een tweede standbeeld, op het Plein. Heel bekend is het standbeeld van koningin Wilhelmina dat is gemaakt door Charlotte van Pallandt. Vlak bij het Binnenhof staan beelden van belangrijke bestuurders als Johan van Oldenbarnevelt en Johan de Witt. Daar staat ook Haagsche Jantje, wijzend met zijn vingertje. En weer terug bij het Binnenhof is er het monument voor Willem Drees.

### Oorlogsmonumenten
De gruwelijkheden van de Duitse bezetting worden herdacht met verschillende beelden en monumenten, zie de Lijst van oorlogsmonumenten in Den Haag. Aan de buitenzijde van het Binnenhof, aan de Lange Poten, is het Reliëf gevallenen 1940 - 1945 geplaatst. Het Haags Herdenkingsmonument 1940-1945 staat aan het Carnegieplein. Op het Burgemeester De Monchyplein staat het Haags bevrijdingsmonument, het Irenemonument. Aan de Loosduinse Hoofdstraat staat een iets ouder monument van Pieter Biesiot, dat Loosduinse gevallenen herdenkt. Het verzet wordt herdacht via het Stijkelmonument van Marian Gobius. En aan de Vondelstraat is een monument voor de vervolgde en vermoorde Roma en Sinti geplaatst.

### Beeldengalerij P. Struycken (Sokkelplan)
Midden in het centrum van Den Haag, in het voetgangersgebied Grote Marktstraat, Kalvermarkt en Spui, staat een beeldengalerij van ruim 30 moderne kunstwerken. Op het kruispunt zelf staat een kunstwerk van Karel Appel: "Frog with umbrella". Andere gerepresenteerde kunstenaars zijn Carel Visser, Auke de Vries, Jan Snoeck, Tom Claassen, Atelier Van Lieshout, Lon Pennock en Pearl Perlmuter.

### Overige
Ook buiten het centrum zijn veel kunstwerken te vinden: van het Aegonplein bij Station Den Haag Mariahoeve, tot het Deltaplein bij Kijkduin. Zowel het Westbroekpark als het Zuiderpark bevatten meerdere beelden. In het Beeldenpark Kunstmuseum Den Haag staan enkele beelden, waaronder een van Henry Moore. Andere voorbeelden zijn klassieke beeldhouwwerken zoals het Vissersmonument in Scheveningen of Zeven paarden aan De Stede, en abstracte objecten zoals van Margot Zanstra aan de Aaltje Noordewierstraat of Variant op ring van Hans Kleyweg.

## Lijst
| Titel                                                        | Kunstenaar                                                  | Straat                                             | Jaar                                                   | Materiaal               | Afbeelding                               |
| ------------------------------------------------------------ | ----------------------------------------------------------- | -------------------------------------------------- | ------------------------------------------------------ | ----------------------- | ---------------------------------------- |
| Ruiterstandbeeld Willem van Oranje                           | Émile de Nieuwerkerke                                       | Noordeinde                                         | 1845                                                   |                         |                                          |
| Standbeeld Willem van Oranje                                 | Louis Royer                                                 | Plein                                              | 1848                                                   |                         |                                          |
| Karel Bernhard van Saksen-Weimar-Eisenach                    | Johan Philip Koelman & H.P. Vogel                           | Lange Voorhout                                     | 1866                                                   |                         |                                          |
| Onafhankelijkheidsmonument                                   | Johan Philip Koelman etc.                                   | Plein 1813                                         | 1869                                                   |                         |                                          |
| Standbeeld van Spinoza                                       | Frédéric Hexamer                                            | Paviljoensgracht                                   | 1880/1957                                              |                         |                                          |
| Fontein met graaf Willem II                                  | Ludwig Jünger & Pierre Cuypers                              | Binnenhof                                          | 1883                                                   |                         |                                          |
| Brand, Onroerend goed, Dood, Geboorte                        | Lambertus Zijl                                              | Prinsenstraat/ Kerkplein/ Oude Molstraat           | 1895                                                   |                         |                                          |
| De Arbeider                                                  | Toon Dupuis                                                 | Carnegieplein / Vredespaleis                       | 1913                                                   |                         |                                          |
| Monument Van Karnebeekbron                                   | Willem Coenraad Brouwer                                     | Carnegielaan                                       | 1915                                                   |                         |                                          |
| reliefs                                                      | Johan Coenraad Altorf, ontwerp door Willem van Konijnenburg | Herengracht                                        | 1916                                                   | travertijn              |                                          |
| Monument gebroeders Jacob en Willem Maris                    | Charles van Wijk                                            | Carnegielaan                                       | 1916                                                   |                         |                                          |
| Standbeeld van Johan de Witt                                 | Frederik Engel Jeltsema                                     | Plaats                                             | 1918                                                   |                         |                                          |
| Ruiterstandbeeld Willem II                                   | Antonin Mercié & Victor Peter                               | Buitenhof                                          | 1924                                                   |                         |                                          |
| Zuil en gedenksteen                                          | Bon Ingen-Housz & Hendrik Petrus Berlage                    | Buitenhof                                          | 1924                                                   |                         |                                          |
| H. Goeman Borgesiusmonument                                  | Johan Coenraad Altorf                                       | Prins Hendrikplein                                 | 1924                                                   |                         |                                          |
| Baruch Spinoza                                               |                                                             | Spui                                               | 1927 (liggende steen) en 1956 (muur met staande steen) |                         |                                          |
| Monument H.C. Dresselhuijs                                   | Arend Odé                                                   | Carnegielaan                                       | 1931                                                   |                         |                                          |
| Reliëf Prins Maurits en de burgers van Den Haag              | Joop van Lunteren                                           | Herengracht                                        | 1932                                                   |                         |                                          |
| Zeehond en visotter                                          | Fransje Carbasius                                           | Prinsessegracht bij Korte Voorhout                 | 1932                                                   |                         |                                          |
| Hugo de Groot                                                | Johan Polet                                                 | Korte Voorhout                                     | 1938                                                   |                         |                                          |
| Ulricus Huber                                                | Frits van Hall                                              | Korte Voorhout                                     | 1938                                                   |                         |                                          |
| Simon van Leeuwen                                            | Hildo Krop                                                  | Korte Voorhout                                     | 1938                                                   |                         |                                          |
| Cornelis van Bijnkershoek                                    | Albert Termote                                              | Korte Voorhout                                     | 1938                                                   |                         |                                          |
| Johannes Voet                                                | Mari Andriessen                                             | Korte Voorhout                                     | 1938                                                   |                         |                                          |
| Joan Melchior Kemper                                         | Oswald Wenckebach                                           | Korte Voorhout                                     | 1938                                                   |                         |                                          |
| Reliefs dieren met spreuken                                  | Gra Rueb                                                    | Prinsessegracht                                    | 1939                                                   |                         |                                          |
| Paard met vrouw en kind                                      | Albert Termote                                              | Vaillantplein                                      | 1939                                                   |                         |                                          |
| Centraal Monument voor Gevallen PTT'ers                      | Hildo Krop                                                  | Nassauplein                                        | 1950                                                   |                         |                                          |
| Waakzaamheid                                                 | Dirk Bus                                                    | Kalvermarkt 32                                     | 1951                                                   |                         |                                          |
| Bescherming                                                  | Dirk Bus                                                    | Kalvermarkt 32                                     | 1951                                                   |                         |                                          |
| Oorlog                                                       | Dirk Bus                                                    | Kalvermarkt 32                                     | 1952                                                   |                         |                                          |
| Vrede                                                        | Dirk Bus                                                    | Kalvermarkt 32                                     | 1952                                                   |                         |                                          |
| Willem van Oranje (sluitsteen)                               | Leen Blom                                                   | Kalvermarkt 32                                     | 1952                                                   |                         |                                          |
| Frederik Hendrik (sluitsteen)                                | Bram Roth                                                   | Kalvermarkt 32                                     | 1952                                                   |                         |                                          |
| Maurits (sluitsteen)                                         | Katinka van Rood                                            | Kalvermarkt 32                                     | 1952                                                   |                         |                                          |
| stadhouder Willem II (sluitsteen)                            | Gerarda Rueter                                              | Kalvermarkt 32                                     | 1952                                                   |                         |                                          |
| stadhouder Willem III (sluitsteen)                           | Janneke Ducro-Kruijer                                       | Kalvermarkt 32                                     | 1952                                                   |                         |                                          |
| Johan van Oldenbarneveldt                                    | Oswald Wenckebach                                           | Lange Vijverberg                                   | 1954                                                   |                         |                                          |
| Jan van Goyen                                                | Bram Roth                                                   | Dunne Bierkade 16a                                 | 1956                                                   |                         |                                          |
| zonder titel (vrouw met vlucht vogels)                       | Hildo Krop                                                  | Torenlaan / Kerkplein                              | 1957                                                   |                         |                                          |
| Bevrijdingsmonument Irene                                    | Aart van den IJssel & J.J.A. Smets                          | Burgemeester De Monchyplein                        | 1959                                                   |                         |                                          |
| Monument eerste ballonvaart                                  | M. van de Burgh & P. Donk                                   | Prinsessewal (Paleistuin Noordeinde)               | 1959                                                   |                         |                                          |
| De Zeven Provinciën                                          | Onbekend                                                    | Lange Voorhout 3                                   | 1960                                                   | koperen replica         |                                          |
| Louis Couperus                                               | Lambertus Sondaar                                           | Surinamestraat                                     | 1963                                                   |                         |                                          |
| Jacob en de engel                                            | Carel Kneulman                                              | Alexanderplein                                     | 1963                                                   |                         |                                          |
| Reliëf gevallenen 1940 - 1945                                | Rudi Rooijackers                                            | Lange Poten                                        | 1965                                                   |                         |                                          |
| Hoge wand                                                    | Otto Herbert Hajek                                          | Ruychrocklaan/ Van Ouwenlaan                       | 1966                                                   |                         |                                          |
| Het gesprek                                                  | Niel Steenbergen                                            | Carnegielaan                                       | 1967                                                   |                         |                                          |
| Flaneur                                                      | Theo van der Nahmer                                         | Lange Voorhout                                     | 1968                                                   |                         |                                          |
| Groep objecten                                               | Joop Beljon                                                 | Koningskade, Rijkswaterstaat                       | 1970                                                   |                         |                                          |
| Klok                                                         | Jaap Karman                                                 | Trekvlietbrug                                      | 1977                                                   |                         |                                          |
| Koe                                                          | Dirk Bus                                                    | Lijnbaan                                           | 1979                                                   |                         |                                          |
| Eland                                                        | Dirk Bus                                                    | Lijnbaan                                           | 1936                                                   |                         |                                          |
| Ezel                                                         | Dirk Bus                                                    | Lijnbaan                                           | 1936                                                   |                         |                                          |
| Paard                                                        | Dirk Bus                                                    | Lijnbaan                                           | 1936                                                   |                         |                                          |
| Pilaar                                                       | Dirk Bus                                                    | Lijnbaan                                           | 1936                                                   |                         |                                          |
| Drie plastieken                                              | Jan Snoeck                                                  | Lijnbaan                                           | 1979                                                   | keramiek                |                                          |
| Zieken te bed                                                | Jan Snoeck                                                  | Lijnbaan                                           | 1979                                                   | keramiek                |                                          |
| Zittend figuur                                               | Jan Snoeck                                                  | Lijnbaan (HMC Westeinde, achterzijde)              | 1979                                                   | keramiek                |                                          |
| Sint Michael                                                 | Herman van Remmen                                           | Lijnbaan, ziekenhuis                               | 1979 (1947)                                            |                         |                                          |
| Heilige Hartbeeld                                            | Aloïs De Beule                                              | Lijnbaan, ziekenhuis                               | onbekend                                               |                         |                                          |
| Pressed circles                                              | André van Lier                                              | Koninginnegracht                                   | 1980                                                   |                         |                                          |
| Obstakel                                                     | David van de Kop                                            | Schenkviaduct                                      | 1980                                                   |                         |                                          |
| Tweeledig object                                             | Paul de Regt                                                | Huygenspark                                        | 1980                                                   |                         |                                          |
| Doosvrucht                                                   | Rein Draijer                                                | Javastraat                                         | 1980                                                   |                         |                                          |
| Haagsche Jantje                                              | Ivo Coljé                                                   | Lange Vijverberg                                   | 1981                                                   |                         |                                          |
| Nikè                                                         | Marius van Beek                                             | Parkstraat                                         | 1982                                                   |                         |                                          |
| Bram van Pijpen (1904-1994)                                  | Peter Kortekaas                                             | Nieuwe Schoolstraat                                | 1983                                                   |                         |                                          |
| Johanna                                                      | Dick Loef                                                   | Lijnbaan, achterzijde ziekenhuis                   | 1983                                                   |                         |                                          |
| Tors                                                         | Peter Kortekaas                                             | Boerenstraat                                       | 1984                                                   |                         |                                          |
| Sculptuur                                                    | Marus van der Made                                          | Huygenspark                                        | 1984                                                   |                         |                                          |
| Wereldwijf                                                   | Ingrid Rollema                                              | Voldersgracht                                      | 1984                                                   |                         |                                          |
| Metalen kubus                                                | Frits Lambalk                                               | Christiaan de Wetstraat                            | 1986                                                   |                         |                                          |
| Houthandelaar                                                | Gerard Brouwer                                              | Brouwersgracht                                     | 1986                                                   |                         |                                          |
| Monument koningin Wilhelmina                                 | Charlotte van Pallandt                                      | Noordeinde                                         | 1987                                                   |                         |                                          |
| Plastiek                                                     | Eugène van Lamsweerde                                       | Prinsessewal (Paleistuin Noordeinde)               | 1987                                                   |                         |                                          |
| Plastiek                                                     | Jaap Karman                                                 | Zuidwalland                                        | 1987                                                   |                         |                                          |
| Sjaan                                                        | Sigurdur Gudmundsson                                        | Teniersplein                                       | 1987                                                   |                         |                                          |
| Zonder titel                                                 | Pim van der Maas                                            | Uilebomen                                          | 1987                                                   |                         |                                          |
| Poort                                                        | Nout Visser                                                 | Buurtpark Kortenbos                                | 1987                                                   |                         |                                          |
| Poort                                                        | Nout Visser                                                 | Buurtpark Kortenbos                                | 1987                                                   |                         |                                          |
| Monument Willem Drees                                        | Eric Claus                                                  | Buitenhof                                          | 1988                                                   |                         |                                          |
| Zonder titel                                                 | Ineke Visser                                                | Schenkviaduct                                      | 1988                                                   |                         |                                          |
| Bankapleinfontein                                            | Renske Morks & H. v.d. Leeden                               | Bankaplein                                         | 1988                                                   |                         |                                          |
| Schillepaard van de Schilderswijk                            | Alex & Helena van der Kraan                                 | Hannemanplantsoen                                  | 1989                                                   |                         |                                          |
| Ode aan de Fiets                                             | Frans Kokshoorn                                             | Vondelstraat                                       | 1989                                                   |                         |                                          |
| Gerry de kraai                                               | Henk Rijzinga                                               | Koningskade (nabij hoek Prinsesse- en Herengracht) | 1989                                                   |                         |                                          |
| Witte de With                                                | Aris de Bakker                                              | Witte de Withstraat                                | 1989                                                   |                         |                                          |
| Twaalf bogen                                                 | Renée van Loon                                              | Lijnbaan                                           | 1989                                                   |                         |                                          |
| Zonder titel                                                 | Kunstenaarscollectief                                       | Huygenspark                                        | 1990                                                   |                         |                                          |
| Clash of the Titans                                          | Hans van Bentem                                             | Provinciehuis                                      | 1991                                                   |                         |                                          |
| Aerobic cubism IV                                            | Ferry Simonis                                               | Prinsessewal                                       | 1990                                                   |                         |                                          |
| Royal Knot                                                   | Shinkichi Tajiri                                            | Prinsessewal (Paleistuin Noordeinde)               | 1991                                                   |                         |                                          |
| Haags Herdenkingsmonument 1940-1945                          | Appie Drielsma                                              | Carnegieplein                                      | 1992                                                   |                         |                                          |
| onbekend                                                     | Dicky Brand                                                 | Rijnstraat                                         | 1992                                                   |                         |                                          |
| Per Adriano                                                  | Igor Mitoraj                                                | Muzenplein                                         | 1993                                                   |                         |                                          |
| Homomonument                                                 | Theo ten Have                                               | Koekamp                                            | 1993                                                   |                         | Homomonument door Theo ten Have Den Haag |
| Wachter                                                      | Shinkichi Tajiri                                            | Nassauplein                                        | 1996                                                   |                         |                                          |
| Zonder titel                                                 | Sigurdur Gudmundsson                                        | Grote Marktstraat                                  | 1996                                                   | brons                   |                                          |
| Louis Couperus                                               | Kees Verkade                                                | Lange Voorhout                                     | 1998                                                   |                         |                                          |
| Et in Arcadia Ego                                            | Ian Hamilton Finlay                                         | Hofvijver                                          | 1998                                                   | graniet                 |                                          |
| Anna Paulowna                                                | Alexander Taratynov                                         | Anna Paulownaplein                                 | 1999                                                   | Brons                   |                                          |
| La nostalgie de la lumière totale                            | Jan Snoeck                                                  | Grote Marktstraat                                  | 2000                                                   | keramiek                |                                          |
| Light and Darkness                                           | Rob Krier                                                   | Wijnhaven                                          | 2001                                                   |                         |                                          |
| World peace flame                                            | Heleen van der Sanden-de Groot                              | Carnegieplein                                      | 2002                                                   |                         |                                          |
| Gandhi                                                       | Karel Gomes                                                 | Hobbemaplein                                       | 2004                                                   |                         |                                          |
| Hindustaans Immigratiemonument                               |                                                             | Hobbemaplein                                       | 2004                                                   |                         |                                          |
| onbekend, bijnaam De Wokkel                                  | onbekend, aangeboden door Ricardo Bofill                    | Burg. de Monchyplein                               | 2004                                                   |                         |                                          |
| Twisted Totem                                                | Peter Otto                                                  | Grote Marktstraat                                  | 2004                                                   | brons                   |                                          |
| Sperwer                                                      | Emo Verkerk                                                 | Grote Marktstraat                                  | 2005                                                   | roestvrijstaal en brons |                                          |
| Verstoppertje                                                | Ram Katzir                                                  | Zuidwal                                            | 2006                                                   |                         |                                          |
| Roma- en Sinti-monument                                      | Haags Architecten Bureau                                    | Vondelstraat                                       | 2006                                                   |                         |                                          |
| onbekend                                                     | Auke de Vries                                               | Prinsessewal (Paleistuin Noordeinde)               | 2006±                                                  |                         |                                          |
| I love JR                                                    | André van de Wijdeven                                       | Grote Marktstraat                                  | 2007                                                   | beschilderd brons       |                                          |
| De hef                                                       | Christien Rijnsdorp                                         |                                                    | 2007                                                   |                         |                                          |
| Veelhoofd                                                    | Atelier Van Lieshout                                        |                                                    | 2010                                                   |                         |                                          |
| Space Duck Racer                                             | Hans van Bentem                                             | Grote Marktstraat                                  | 2011                                                   |                         |                                          |
| Heaven holds a sense of wonder                               | Famke van Wijk                                              | Spui                                               | 2011                                                   |                         |                                          |
| A last farewell                                              | Anno Dijkstra                                               |                                                    | 2011                                                   |                         |                                          |
| Zonder titel                                                 | Maria Roosen                                                |                                                    | 2011                                                   |                         |                                          |
| Axioma's uit de Ethica van Spinoza                           | Joseph Kosuth                                               | Tuin Paleis Kneuterdijk                            | 2011                                                   | neonletters             |                                          |
| Lichtstammen                                                 | Jan van Nuenen                                              | Kruispunt Sophialaan en Nassaulaan                 | 2012                                                   |                         |                                          |
| Eline Vere                                                   | Thom Puckey                                                 |                                                    | 2012                                                   |                         |                                          |
| onbekend                                                     | onbekend                                                    | Turfmarkt                                          | 2013                                                   |                         |                                          |
| Binnenstadgoden                                              | Ingrid Mol                                                  |                                                    | 2014                                                   |                         |                                          |
| Vriendinnen                                                  | Tony van de Vorst                                           |                                                    | 2014                                                   |                         |                                          |
| Zonder titel                                                 | Jan Goeting                                                 | Elandplein                                         | 2015 (gemaakt in 1972)                                 |                         |                                          |
| Haagse Harry                                                 | Rob Daenen                                                  | Grote Markt                                        | 2016, 25 februari                                      |                         |                                          |
| Thorbecke-monument                                           | Thom Puckey                                                 | Lange Voorhout/Tournooiveld                        | 2017                                                   |                         |                                          |
| De dematerialisatie van de vijf geboden in de vijf zintuigen | Tirzo Martha                                                | Spui / Grote Marktstraat / Kalvermarkt             | 2019                                                   |                         |                                          |
| Lean against                                                 | Gerard Höweler                                              | Prinsevinkenpark                                   |                                                        |                         |                                          |
| Onbekend                                                     | Léon Bouter                                                 | Lange Voorhout                                     |                                                        |                         |                                          |
| Onbekend                                                     | Onbekend                                                    | Prinsessewal, in Paleistuin                        |                                                        |                         |                                          |
| Onbekend                                                     | Onbekend                                                    | Gedempte Gracht                                    |                                                        |                         |                                          |
| De Slag bij Kijkduin 1673                                    | Martinus Pietersen                                          | Torenstraat 172                                    |                                                        |                         |                                          |
| Onbekend                                                     | Onbekend                                                    | Herengracht 1                                      |                                                        |                         |                                          |
| Boeddha                                                      | Onbekend                                                    | Haagsche Bluf                                      |                                                        |                         |                                          |
| Onbekend                                                     | Onbekend                                                    | Haagsche Bluf                                      |                                                        |                         |                                          |
| De Denker                                                    | Replica naar Rodin                                          | Haagsche Bluf                                      |                                                        |                         |                                          |
| Onbekend                                                     | Onbekend                                                    | Haagsche Bluf                                      |                                                        |                         |                                          |
| Onbekend                                                     | Onbekend                                                    | Haagsche Bluf                                      |                                                        |                         |                                          |
| Onbekend                                                     | Onbekend                                                    | Haagsche Bluf                                      |                                                        |                         |                                          |
| Onbekend                                                     | Onbekend                                                    | Haagsche Bluf                                      |                                                        |                         |                                          |
| Onbekend                                                     | Onbekend                                                    | Haagsche Bluf                                      |                                                        |                         |                                          |
| Onbekend                                                     | Onbekend                                                    | Haagsche Bluf                                      |                                                        |                         |                                          |
| Onbekend                                                     | Onbekend                                                    | Haagsche Bluf                                      |                                                        |                         |                                          |
| Onbekend                                                     | Onbekend                                                    | Raad van State Kneuterdijk                         |                                                        |                         |                                          |
| De zon                                                       | Wessel Couzijn                                              | Raad van State Kneuterdijk                         | 1961-62                                                | brons                   |                                          |
| Dichter Marsman                                              | onbekend                                                    | Provinciehuis                                      |                                                        |                         |                                          |
| Hommage Arnold Schonberg                                     | onbekend                                                    | Juliana van Stolberglaan                           |                                                        |                         |                                          |
| Relief Emmauskerk                                            | onbekend                                                    | Leyweg                                             |                                                        |                         |                                          |
| onbekend                                                     | onbekend                                                    | Lange Beestenmarkt                                 |                                                        |                         |                                          |